# Luchthaven Harstad/Narvik Evenes
Luchthaven Harstad/Narvik Evenes (IATA: EVE, ICAO: ENEV) is een luchthaven bij Evenes in het noorden van Noorwegen. Hij bedient de steden Harstad en Narvik en het omliggende gebied. De luchthaven had 486.000 passagiers in 2006. Er zijn binnenlandse vluchten naar Oslo, Tromsø, Trondheim en Bodø, maar ook een paar chartervluchten naar Duitsland en de Canarische Eilanden. Soms zijn er vrachtvluchten naar Japan. De kleine luchtvaartmaatschappij Kato Airline was op de luchthaven gestationeerd.
De luchthaven opende in 1972. De baan is later verlengd en er werden ook na het einde van de Koude Oorlog investeringen gedaan in de militaire infrastructuur. Harstad/Narvik Evenes wordt tegenwoordig voornamelijk gebruikt voor burgerluchtvaart.
Er zijn vele discussies geweest over de naam van de luchthaven. Harstad is de grotere en dichterbijgelegen stad en Narvik had tot 2017 zijn eigen luchthaven Narvik Framnes en dit leidde tot ergernis bij veel passagiers. Er zijn twee kleine landingsbanen in Lofoten, maar Evenes ligt dichterbij en heeft door de grotere baan een directe verbinding met Oslo.